# Тіосульфат амонію
Тіосульфат амонію — неорганічна сполука з формулою [NH4]2S2O3. Це біла кристалічна речовина з запахом аміаку, легко розчинна у воді, слабо розчинна в ацетоні та нерозчинна в етанолі та діетиловому етері.

## Виробництво
Тіосульфат амонію отримують обробкою сульфіту амонію сіркою при температурах від 85 до 110 °C:
 [NH4]2SO3 + S → [NH4]2S2O3

## Додатки
Тіосульфат амонію використовується як основний компонент фіксажів. Так званий швидкий фіксаж, який діє швидше, ніж фіксаж тіосульфату натрію. Фіксація включає такі хімічні реакції (ілюстровано для броміду срібла):
 AgBr + 2 [NH4]2S2O3 → [NH4]3[Ag(S2O3)2] + [NH4]Br
 AgBr + 3 [NH4]2S2O3 → [NH4]5[Ag(S2O3)3] + [NH4]Br
Тіосульфат амонію використовують також для вилуговування золота і срібла. Це працює якщо мідь присутня як каталізатор. Цей процес є нетоксичною альтернативою ціанування золота. Перевага тіосульфату амонію полягає в тому, що піроліз його комплексів срібла залишає залишок виключно сульфіду срібла, на відміну від комплексів, отриманих з тіосульфату натрію.

### Інше
Тіосульфат амонію можна використовувати добривом. Згідно з деякими дослідженнями, його також можна використовувати як добавку до суміші вугілля та відходів для зменшення утворення діоксинів і фуранів під час спалювання.

## Безпека
ЛД50 (перорально, щур) становить 2890 мг/кг. 

## Дивись також
- Тіосульфат(інші мови)
- Тіосульфат натрію
- Сульфат амонію